# Cuidado parental

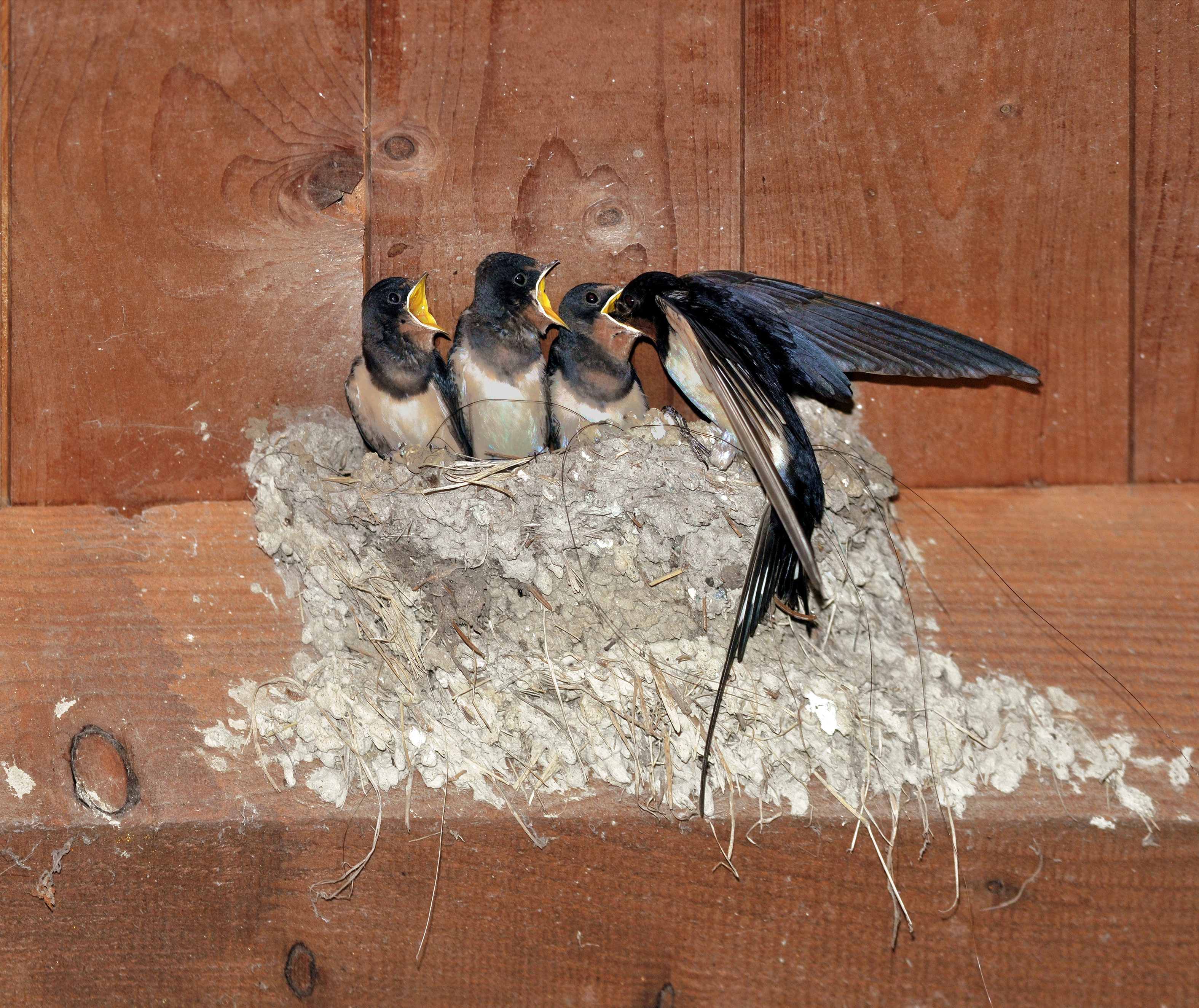
Golondrina adulta alimentando a sus crías en el nido.

El cuidado parental es una estrategia de comportamiento y evolutiva adoptada por algunos animales que hacen una inversión parental para incrementar la eficacia biológica de sus descendientes. Esta estrategia significa más esfuerzo invertido en un número relativamente bajo de descendientes para darle a cada uno de ellos una mayor posibilidad de sobrevivir para reproducirse; una estrategia opuesta es producir grandes cantidades de descendientes pequeños, generalmente en forma de huevos que son abandonados para que sobrevivan por ellos mismos.
El cuidado parental se encuentra en muchos insectos, especialmente insectos sociales como las hormigas, abejas o avispas; en algunos peces; en muchas aves y especialmente en mamíferos.

## En grupos de animales

### En insectos

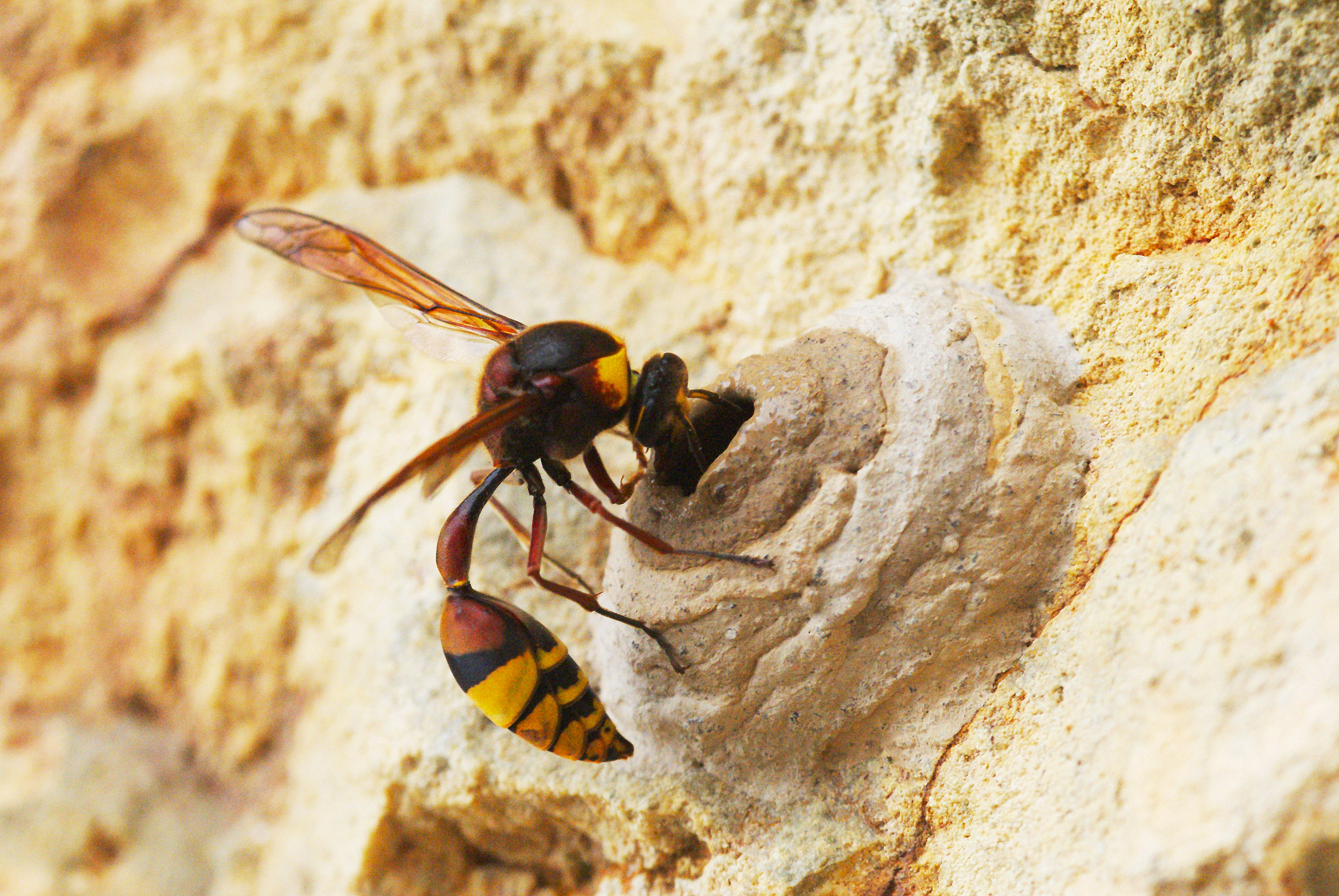
Avispa solitaria construyendo un nido de barro para sus descendientes. Cada nido es provisto de comida por la madre y el nido es sellado posteriormente.

Algunos insectos, aunque especialmente los himenópteros (como las hormigas, abejas o avispas) invierten un sustancial esfuerzo en cuidar de sus crías. El tipo y la cantidad varían enormemente. Las avispas solitarias (eumeninos o avispas alfareras) construyen nidos para sus crías y las alimentan por comida capturada por su madre. Entonces los nidos son sellados y las crías viven en ellos hasta que dejan el nido como adultos. En contraste, las avispas sociales crían a sus crías en colonias donde los huevos son puestos por las reinas y las crías son cuidadas principalmente por obreras, hermanas biológicas de las crías.
En el resto de los insectos, los comportamientos parentales se encuentran también en algunos escarabajos como el escarabajo enterrador. Otras formas de cuidado parental se encuentran en lepidópteros donde las mariposas ponen huevos donde los descendientes pueden alimentarse. Los grillos también ponen huevos en condiciones óptimas para la supervivencia de los descendientes. Algunos miembros del orden Hemiptera también cuidan y protegen a los huevos y las ninfas jóvenes. En la familia Belostomatidae (chinches acuáticas), los machos llevan los huevos en el dorso hasta que emergen las ninfas......

### En peces

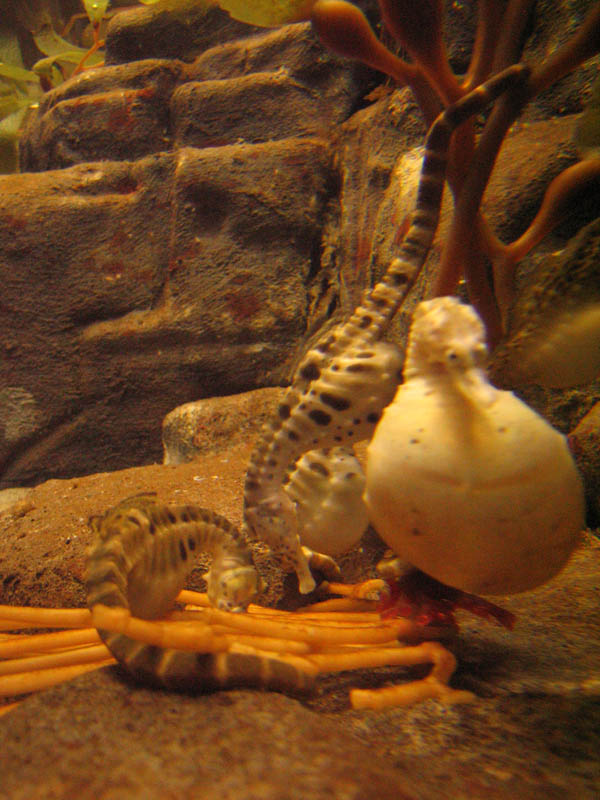
Caballito de mar macho preñado.

Algunos grupos de diferentes tipos de peces han desarrollado cuidado parental. En donde Las crías son entonces cuidadas por sus padres. Algunos peces como los caballitos de mar (Syngnathidae) tienen algunas formas de preñez masculina donde la hembra no toma parte del cuidado de las crías una vez ha puesto los huevos. En otras especies los machos aguardan con sus crías en diferentes familias de peces incluyendo los: ápogónidos, áridos, bágridos, cíclidos, chanidos, bocones, gouramis o arawanas.

### En aves
Las aves se distinguen por la forma en que cuidan a sus crías. En más del 90% de las aves ambos progenitores ayudan a cuidar a las crías. Este patrón podría haber evolucionado de Archosauria del que evolucionaron las aves antes de desarrollar el vuelo. La mayoría de las aves tienen crías que nacen ciegas, desnudas e incapaces de sobrevivir sin el cuidado de sus progenitores (altriciales). Los descendientes son criados en el nido; los padres recogen comida y la regurgitan para las crías. Algunas aves como las palomas (colúmbidas) crean una especie de "crop milk" que regurgitan de forma similar. David Lack desarrollo la hipótesis de que el tamaño del nido ha evolucionado en respuesta al incremento del coste del cuidado parental, conocido como el Principio de Lack. Este modelo se ha modificado pero aún se utiliza como modelo general. 

### En mamíferos

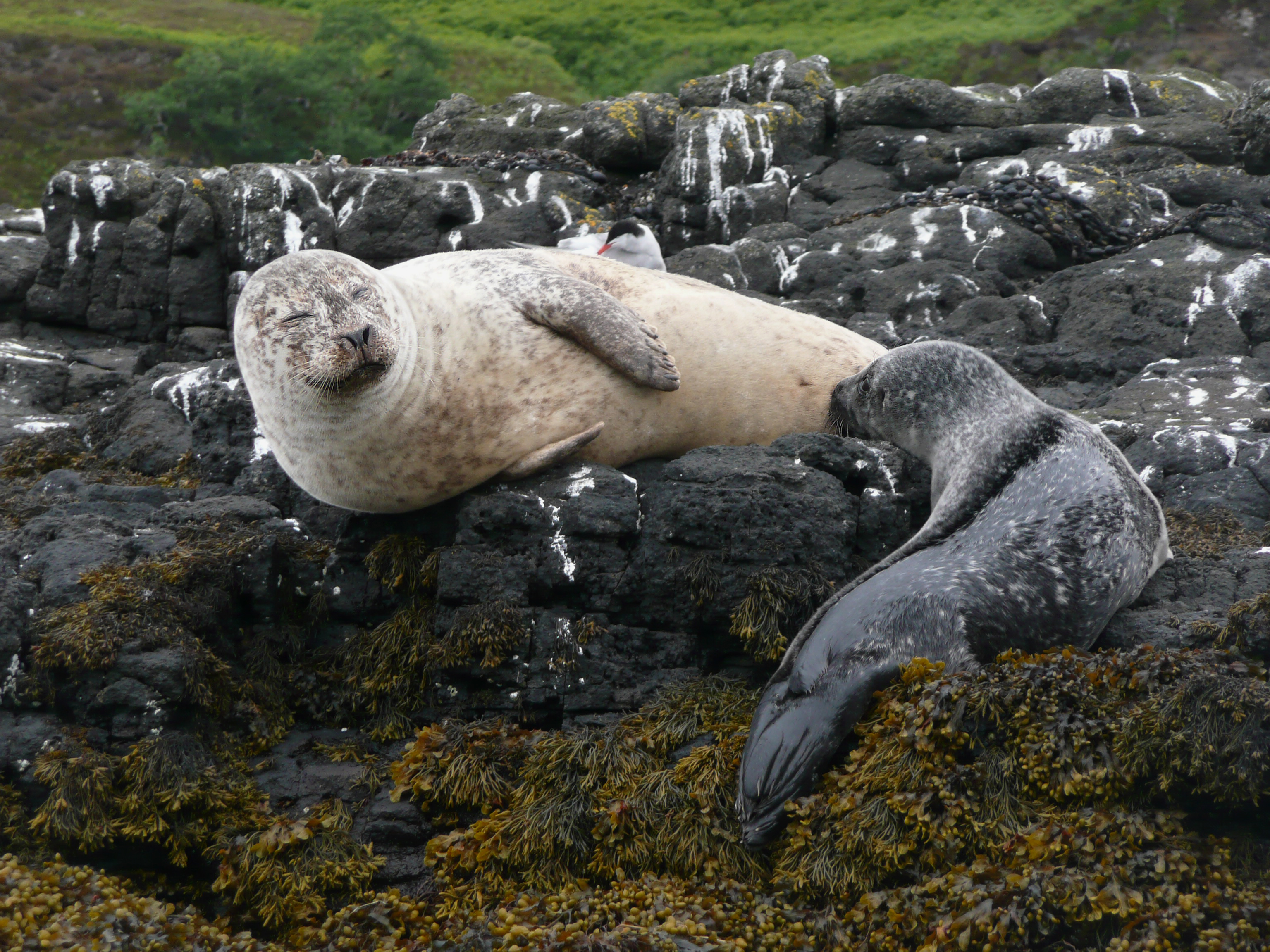
Madre foca alimentando a sus crías, que succionan la leche.

Todos los mamíferos superiores (a excepción de Monotremata, Tachyglossida y Platypoda) comparten dos mayores adaptaciones para cuidar de las crías: la gestación (como el desarrollo del embrión dentro del cuerpo de la madre seguido por el parto) y la lactancia materna. Esto implica una gran inversión en el cuidado parental. Muchos mamíferos van mucho más lejos, construyendo un nido, cavando una madriguera, alimentando y protegiendo a las crías. En muchas ocasiones estos comportamientos se prolongan durante un largo periodo de tiempo

### En humanos

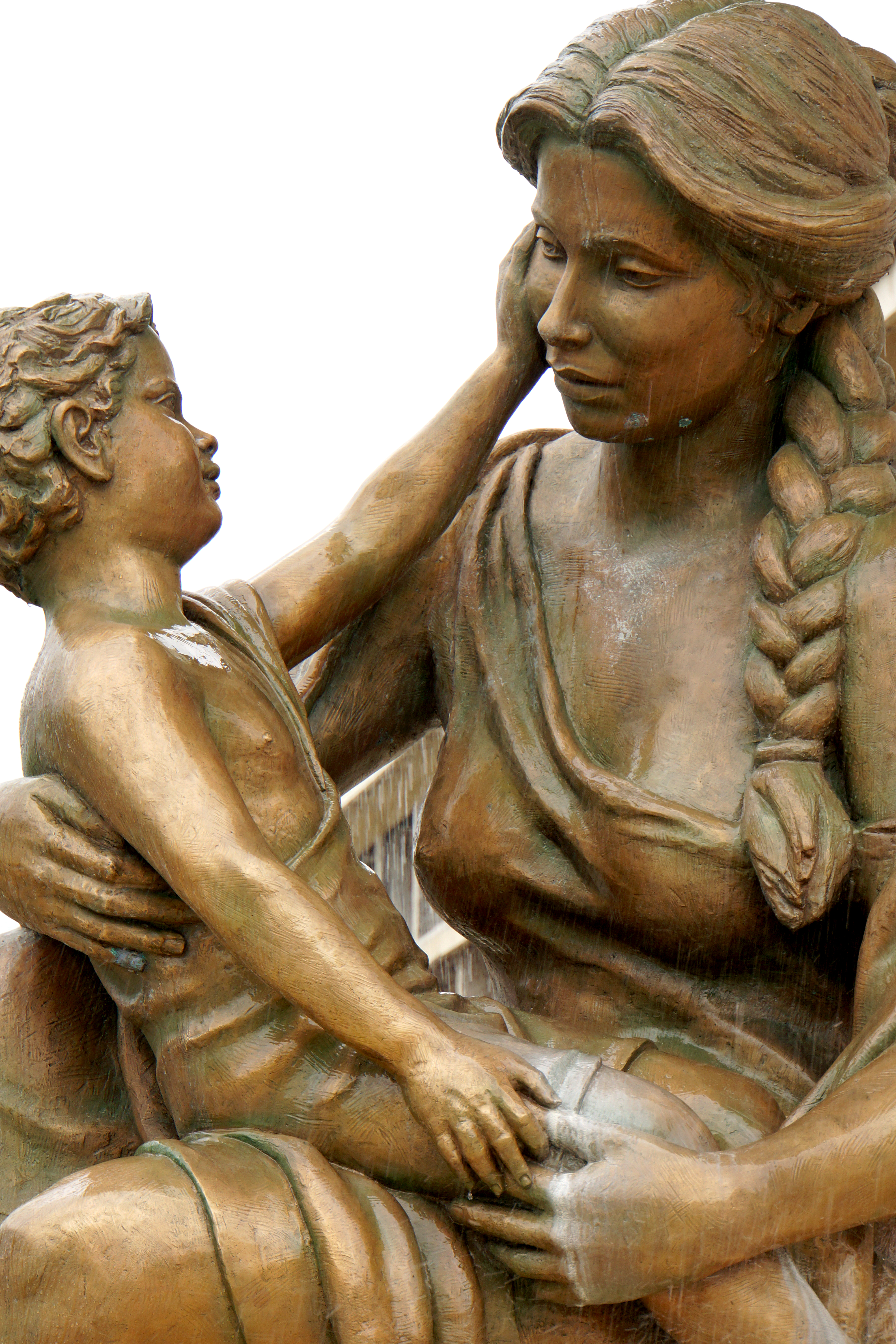
El cuidado parental es un aspecto central de la vida humana. Aquí se muestra una estatua en Macedonia del Norte.

El cuidado parental o crianza en humanos es el proceso de promover el desarrollo físico, emocional, social, económico e intelectual de los niños desde la infancia hasta la edad adulta. En humanos va mucho más lejos de lo que se ve en los animales, incluyendo no solo la alimentación, refugio y protección de amenazas sino incluso un prolongado periodo de apoyo para que los descendientes aprendan lo que es necesario para vivir exitosamente en la sociedad humana.

## En biología evolutiva
En biología evolutiva, la inversión parental es el gasto de tiempo y esfuerzo que beneficia a la descendencia a costa de la habilidad de los progenitores de invertir en otros componentes de su propia eficacia biológica. Forma parte de un tipo de estrategia reproductiva en la que se elige cría un pequeño número de crías con posibilidades relativamente altas de sobrevivir. Puede ir incluso acompañado de la producción de un reducido número de cigotos, incluso solo uno.